# Dokmai Sot
Dokmai Sot (taj. ดอกไม้สด; ur. 1905, zm. 1963) – tajska pisarka.

## Życiorys
Urodziła się jako Buppha Nimmanhemin, rozpoznawalność zyskała pod przyjętym pseudonimem. Pochodziła z arystokratycznej rodziny, połączonej więzami krwi z rodziną królewską. Jej dorobek twórczy obejmuje 11 powieści oraz liczne opowiadania. Sot często podejmuje temat zderzenia się tradycyjnych wartości tajskich z systemem wartości przywiedzionym z krajów zachodnich. Opisuje wynikające z tego dylematy moralne, zwłaszcza jeśli dotykają one Tajów. Akcja jej dzieł z reguły osadzona jest w miastach.
Uznawana jest za najistotniejszego prozaika tajskiego aktywnego jeszcze przed wybuchem II wojny światowej. Jej powieści zdradzają silne wpływy myśli buddyjskiej, zawierając nawet niekiedy zakamuflowane kazania. Phudi, opublikowana przez Sot w 1937, ma status klasyku literatury tajskiej.